# Килкенни (город, Миннесота)
Килкенни (англ. Kilkenny) — город в округе Ле-Сур, штат Миннесота, США. На площади 0,3 км² (0,3 км² — суша, водоёмов нет), согласно переписи 2002 года, проживают 148 человек. Плотность населения составляет 465,6 чел./км².
- FIPS-код города — 27-33110[1]
- GNIS-идентификатор — 0646140[2]